# Климович, Григорий Сергеевич
Григорий Сергеевич Климович (3 октября 1924, Терешковичи, Гомельская губерния — 1 июля 2000, Гомель) — политзаключённый, узник ГУЛага, один из лидеров Норильского восстания в 4 лаготделении Горлага и автор Норильского гимна.

## Биография

### Первые годы и первое заключение
Родился 3 октября 1924 года в с. Шляхетская Околица в семье шляхетского происхождения, которая в середине XVII века жила в окрестностях Гомеля. В середине 1930-х годов отца Григория Климовича «раскулачили». С белорусской идеей Григорий Климович познакомился ещё в детстве, когда читал белорусские книжки 1920-х годов, не прошедшие через советскую цензуру.
Незадолго перед началом Великой Отечественной войны поступил Гомельский индустриально-педагогический техникум. Не успел эвакуироваться вместе с техникумом. В конце 1942 перешёл линию фронта, шесть месяцев добирался до Саратова, куда было эвакуировано его учебное заведение. В начале 1943 отправился в Москву, где был арестован НКВД. В начале 1943 года вместе с другом едет в Москву, но там его арестовывает НКВД по обвинению в «шпионаже»: ему также пытались инкриминировать убийство руководителя одного из партизанских отрядов, который в 1942 году базировался вблизи Гомеля.
С 1943 до 1947 находился в Свердловской колонии, там написал несколько десятков стихов с критикой сталинского режима. Но авторство стихов было вскрыто и за эти стихи Григорий Климович был направлен в особый лагерь Горлаг под Норильском. В 1950 году повторно осуждён по статье 58-10 (антисоветская пропаганда) на 10 лет лагерей. С 1950 года по 1953 года находился в Норильской тюрьме. В 1953 году вновь переведён в Горлаг. Там вскоре началось Норильское восстание заключённых, которое было спровоцировано убийствами заключённых и крайне тяжёлыми условиями заключения, Григорий Климович стал представителем белорусов в забастовочном комитете 4-го лаготделения Горлага.

### Участие в Норильском восстании
В мае 1953 году противостояние между узниками Горлага и администрацией получило беспрецедентный для истории ГУЛАГа масштаб и напряжение. В то время, как после смерти Сталина 2 марта 1953 года по всей территории СССР прошла массовая амнистия, в Горлаге не только усилился режим содержания, но охрана начала расстреливать заключённых без суда и следствия по собственному усмотрению. За первые весенние месяцы 1953 года таким образом были убиты 13 человек. Вечером 25 мая перед началом восстания были расстреляно ещё 4 человека в зоне 5-го лаготделения, после чего над лагерем был поднят чёрный флаг, позднее заменённый на чёрный флаг с красной полосой — по словам заключённых «чёрный цвет — наша жизнь, красный — это кровь пролитая нашими товарищами». Повстанцы требовали приезда из Москвы комиссии ЦК КПСС, а также реабилитации для жертв войны, инакомыслящих и заключённых, которые до 1939 года не являлись гражданами СССР. В начале июня из Москвы прибыла комиссия, но она состояла из высшего руководства МВД и МГБ во главе с полковником М. В. Кузнецовым. 6 июня комиссия во главе с М. В. Кузнецовым провела переговоры с бастующими заключёнными 4 лаготделения. Со стороны заключённых в переговорах участвовали украинец Евгений Грицяк, русский Владимир Недоростков, белорус Григорий Климович и ещё четверо представителей разных национальностей из 4-го лаготделения: Гальчинский, Генк, Дзерис, Мелень. Основной задачей комиссии являлась подготовка подавления восстания. После длительных переговоров с руководителями повстанческих комитетов 1 июля 1953 года полковник Кузнецов дал команду войскам войти на территорию Горлага и открыть огонь на уничтожение из всех видов оружия. 3 июля восстание было подавлено. Об подавление восстания Григорий Климович воспоминаний так: «Мы почувствовали не страх, а жгучую ненависть к палачам. Мы не бросились убегать от опасности, а решительно становились на месте убитых». По оценкам заключённых было убито более тысячи узников. Московская администрация ГУЛАГа приняла решение о расформировании Горлагу. Заключённые восприняли эту информацию как собственную победу, поскольку Горлаг выполнял функцию своего рода лагеря смерти, откуда мало кто возвращался живым.
После Норильского восстания узников развезли по другим лагерям с более мягким режимом содержания, что позволило спасти многие человеческие жизни. Сразу после восстания Григорию Климовичу поручили написать гимн восстания: «Если после подавления восстания нас везли на барже вверх по Енисею, мы были убеждены, что нас везут на уничтожение. Поэтому руководители национальных общин заключённых на общем собрании приняли решение создать гимн повстанцев, чтобы о восстании осталась память. Стихи поручили составить мне, белорусу, на мотив украинской песни (я выбрал одну из песен Украинской Повстанческой Армии) на русском языке, как понятной всем заключённым». С конца 1953 по 1956 содержится в тюрьмах Владимира и Иркутске, а также в Озерлаге. За этот период его ещё раз судят за антисоветскую деятельность, которая проявилась в отказе работать, но по амнистии постановлением Верховного Совета СССР Григорий Климович был освобождён из заключения.
На воле сразу занялся работой по сплочению освобождённых соратников по борьбе в ГУЛАГе. Уже в начале 1957 года было создано ядро организации, которая планировала подготовку восстания против советского режима. Советским спецслужбам удалось выйти на след организации, был проведён ряд арестов и в том числе был арестован Григорий Климович. Но через три месяца после ареста за отсутствием достаточных доказательств Григорий Климович был выпущен на свободу, так как один из участников организации, украинец Вениамин Дужинский, всю ответственность взял на себя.

### После освобождения из ГУЛАГа
С 1957 по конец 1980-х находился под наблюдением КГБ, пока не вышел на пенсию. В этот период он вёл активную, насколько это было возможно в ситуации поднадзорности, деятельность по поддержанию связей между заключенными-ветеранами ГУЛАГа, а также по распространению правдивой информации о репрессиях советского режима — сам Григорий Климович это характеризовал как «пассивное диссидентство». В 1986 году Григорий Климович подготовил рукопись воспоминаний под названием «Конец Горлага». Впервые информация о Норильском восстании открыто прозвучала в 1991 году в Киеве на всемирной Конференции украинских политзаключённых. Тогда же впервые было публично заявлено, что Григорий Климович — это автор гимна повстанцев «Не страшны нам тиранства большевизма». Сегодня гимн переведены на польский, немецкий, литовский и украинский языки.
С начала 1990-х годов Григорий Климович активизировал свою общественную деятельность, он стал постоянным участником всевозможных форумов, посвящённых жертвам советского режима, устраивал публичные выступления (на митингах, перед школьниками и т. д.), выступал в различных средствах массовой информации. Стал почётным президентом нескольких фондов и организаций, занимающихся опекой жертв политических репрессий, координировал ветеранов ГУЛАГа в Беларуси, работал ради материальной и моральной помощи им. Был почётным членом Норильского, Иркутского, Пермского и Челябинского отделений общества «Мемориал», а также членом московского историко-культурного общества «Возвращение». В 1993 году московская студия «Лад» сняла о Климовиче документальный фильм. С середины 90-х годов Григорий Климович как публицист активно поднимал проблематику невостребованности информации об участии белорусов в антисталинском сопротивлении. В своей публикации «Восстание духа» как пример приводил Норильское восстание, в котором по его оценкам приняло участие более пяти тысяч белорусов: «Досадно, что в Беларуси до сих пор не знают о восстании». О политической ситуации в последние годы говорил так: «Сегодня снова возвращаются былые времена. Я вновь чувствую любопытство КГБ к моей личности. Но напрасно они надеются на успех своего дела. Я верю в будущее, когда вижу деятельность новых белорусских борцов за свободу».
Григорий Климович скончался 1 июля 2000 году в Гомеле. Похоронен там же.

## Публикации
- Клімовіч Р. Паўстанне духу // «ЛіМ». — 1995. — 2.06.
- Рыгор Клімовіч: «Я бачу новых змагароў» // Наша Ніва. — 1998. — № 13 (06.07).